# Freycinetia

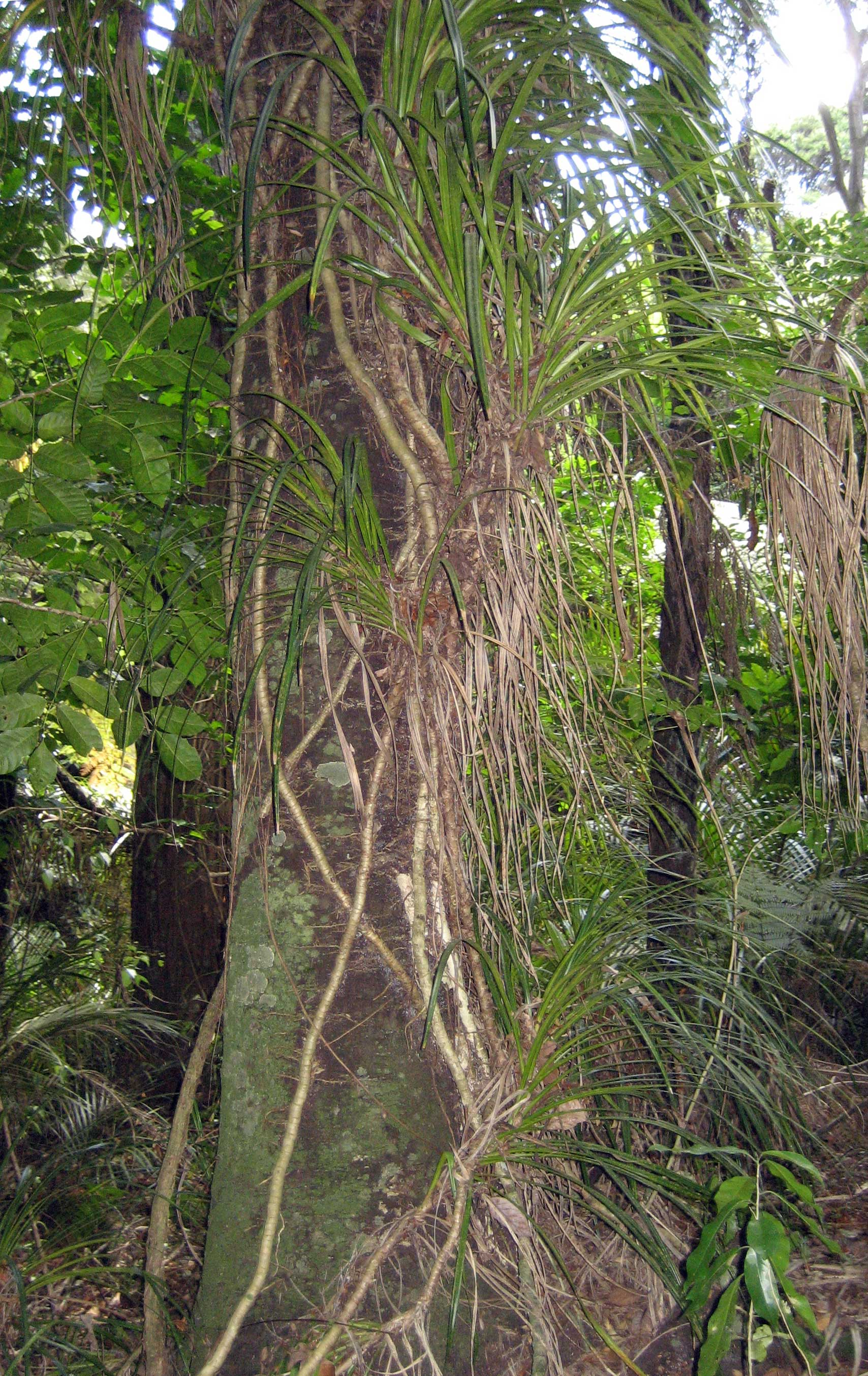
Freycinetia banksii enfilant-se a un arbre trunk

Freycinetia és un gènere de plantes amb flors que conté unes 150-180 espècies. És natiu dels tròpics del sud-est d'Àsia i les illes del Pacífic. El gènere rep el nom per l'almirall Louis de Freycinet.

## Algunes espècies
- Freycinetia arborea Gaudich. - ʻIeʻie (Hawaiʻi, French Polynesia, Cook Islands)
- Freycinetia auriculata Merr. (Philippines)
- Freycinetia banksii A.Cunn. - Kiekie (New Zealand)
- Freycinetia cumingiana Gaudich.
- Freycinetia maxima Merr.
- Freycinetia mariannensis Merr.
- Freycinetia multiflora Merr.
- Freycinetia ponapensis Martelli
- Freycinetia storckii Seem.
- Freycinetia urvilleana Hombr. & Jacq. = Freycinetia milnei Seem. (Plantilla:Lang-to)